# Phorbia hypandrium
Phorbia hypandrium är en tvåvingeart som beskrevs av Li och Deng 1981. Phorbia hypandrium ingår i släktet Phorbia och familjen blomsterflugor. Inga underarter finns listade i Catalogue of Life.